# Fahrenheit (zespół muzyczny)
Fahrenheit – węgierska rockowa grupa muzyczna, aktywna w latach 1994–2001.

## Historia
Zespół został założony we wrześniu 1994 roku po rozpadzie grupy Ossian przez trzech członków tego zespołu: Zoltána Maróthyego, Csabę Tobolę oraz Gábora Vörösa. Ich dwa pierwsze albumy zostały wydane w latach 1995–1996 przez Sony Music, a w ich przygotowaniu pomagał Sándor Révész. Album Fahrenheit III. zespół wydał własnym nakładem w 1999 roku. Grupa rozpadła się w 2001 roku, ale zjednoczyła się ponownie w lutym 2006 roku, by udzielić serii koncertów.

## Skład
- Zoltán Maróthy – gitara, wokal
- Csaba Tobola – perkusja
- Gábor Vörös – gitara basowa
- Gábor Gyöngyösi – instrumenty klawiszowe

## Dyskografia
- Fahrenheit (1995)
- Egyedül (1996)
- Fahrenheit III. (1999)